# 翁橋
翁橋（おきなばし）は、岡山県津山市の城西地区にある藺田川にかかる小規模な橋。藺田川の別名翁川から命名されたと見られ、翁橋のほか藺田川橋、九蔵橋、茅橋、西今町橋などとも呼称される。2020年（令和2年）に橋梁点検のため、歩道部分を試堀したところ、煉瓦が敷設されていたことが判明した。

## 歴史
津山藩の森氏によって津山城下の治水整備が推進され、出雲往来から城下町に入る際の常設の橋として長さ八間の翁橋が設けられ、延宝6年（1678年）に東詰大番所が置かれ、番兵を常駐させた。また、天和2年（1682年）には高札と関貫が置かれて関所化が行われたが、明治の初めまでにすべて撤去された。大正15年（1926年）に中山伊平設計のもと木橋からRC造の橋として架け替えが行われたと見られ、親柱には、請負者・鈴木春平、石工・鞍懸駒太郎と彫られている。橋の四隅に位置する大型の欄干親柱に、当時日本で盛行した単純で直線的なデザインを特徴とするアールデコ様式が取り入れられている。

## 特徴
大正から昭和初期に橋面が煉瓦舗装された橋梁の1つである。1999年（平成11年）10月14日に文化庁にて、登録有形文化財（建造物）に登録された。2016年（平成28年）の津山市の橋りょう点検後、2019年（平成31年）2月に実施した現地調査の際、橋面の状態を確認するための試掘調査を行ったところ、当時の煉瓦舗装が発見された。その後、2021年（令和3年）12月に橋全面の舗装を撤去して発掘調査したところ、当時の舗道煉瓦が全面的に残っていることが判明し、極めて貴重な橋梁として、2022年（令和4年）に土木学会選奨土木遺産に選定された。岡山県内では10例目の選定となる。
この煉瓦のうち、歩道部分の2か所で煉瓦パターンのカラー舗装を施して、アスファルト舗装の代わりに強化ガラス製窓を設置し、煉瓦遺構を見ることができるように残された。
翁橋に使用されていた煉瓦は、車道用の舗装煉瓦と推定され、「品川白煉瓦」（現・品川リフラクトリーズ）の備前市伊部にあった工場で生産したものとみられる。こうした道路舗装用煉瓦は関東大震災からの復興需要により1921年（大正10年）から1935年（昭和10年）頃まで不燃道路資材として製造されたが、その後はコンクリートやアスファルトといった代替資材に移行したため、十数年の短期間で製造終了した。道路舗装の事例はほとんど現存していないと考えられることから、極めて貴重な事例とみなされている。

## 現地情報

### 所在地
岡山県津山市の津山市城西伝統的建造物群保存地区にあり、西今町と宮脇町の間を流れる藺田川に架かる。

### アクセス
- 鉄道 - JR津山駅から徒歩約15分
- 車 - 中国自動車道の津山インターチェンジから約5キロメートル。

### ギャラリー

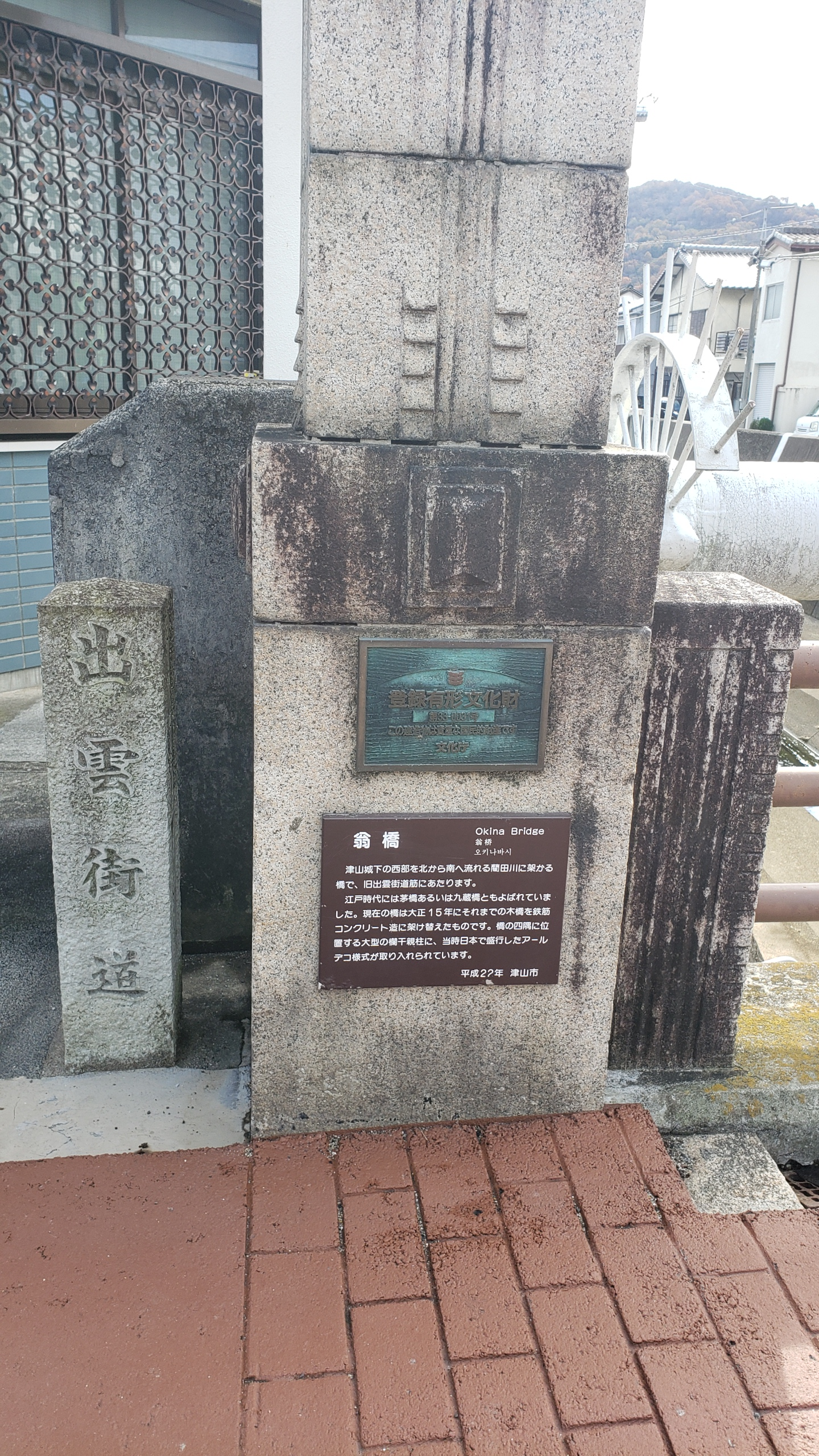
国の登録有形文化財のプレート
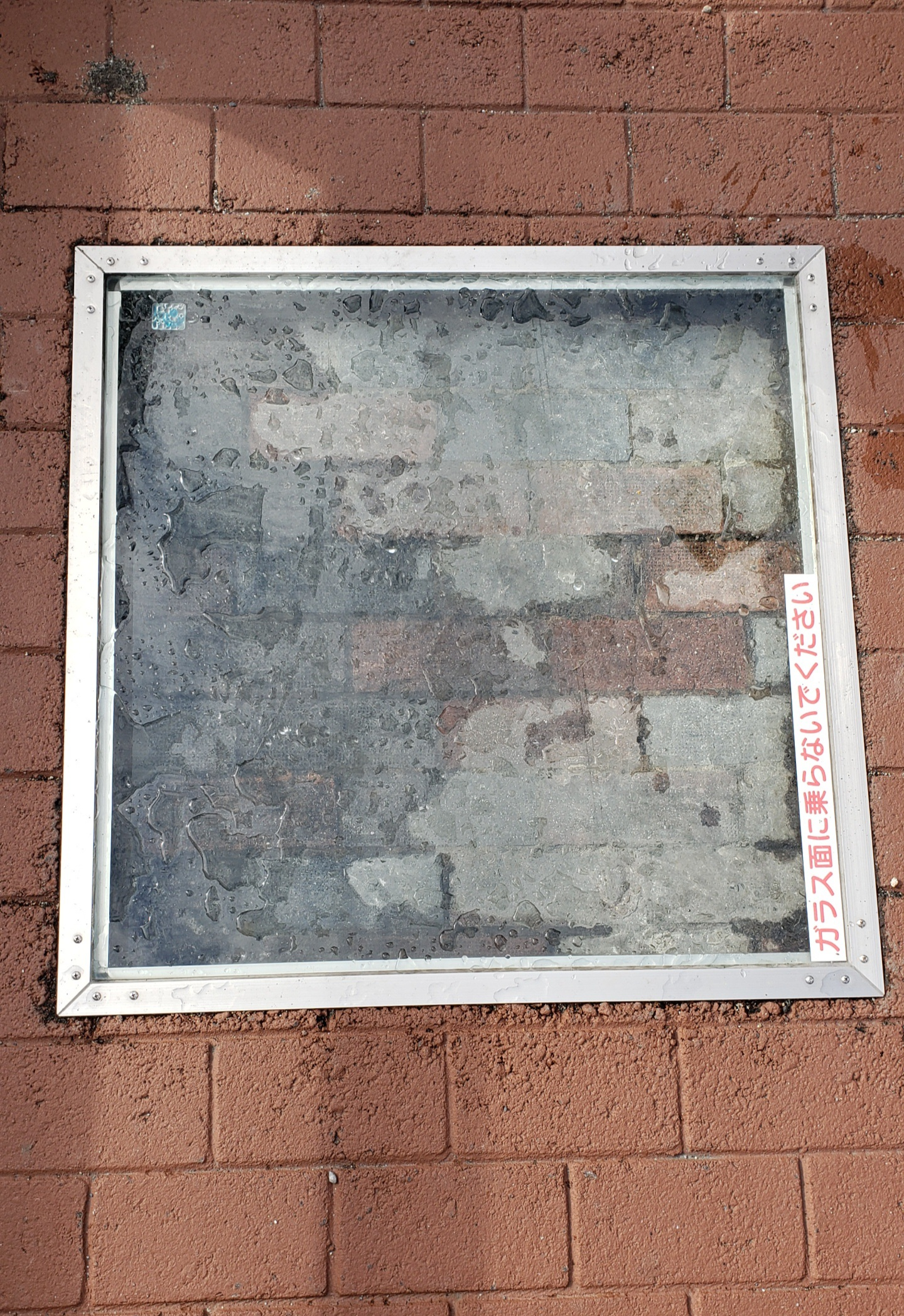
煉瓦の展示
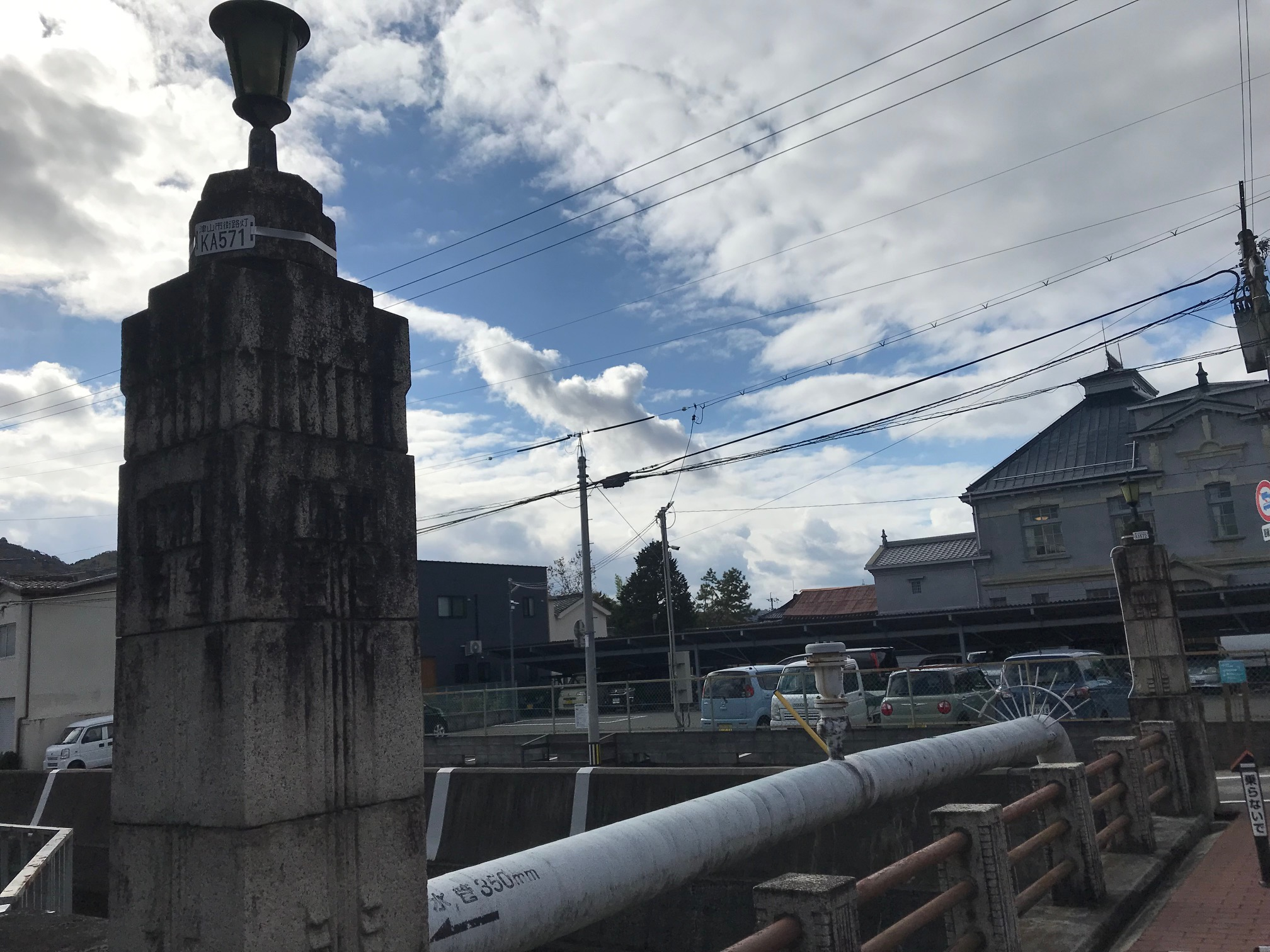
翁橋の欄干